# ツェルプスト - ライプツィヒ線
ツェルプスト - ライプツィヒ線（ドイツ語: Bahnstrecke Trebnitz–Leiüzig)はザクセン＝アンハルト州のツェルプスト＝アンハルトとザクセン州の大都会ライプツィヒを結ぶ、複線化および電化された幹線であり、ベルリン＝アンハルト鉄道会社（Berlin-Anhaltische Eisenbahn-Gesellschaft, BAE）により建設された。この路線の起点はアンハルト公国とプロイセン王国の旧国境にあるツェルプスト＝アンハルト市トレップニッツ町で、主要経由地はデッサウ＝ロースラウ、ビッタフェルト、デーリッチュである。ビッターフェルト - ライプツィヒ間はベルリン - ミュンヘン間を走行するICEなど特急列車の主な通行区間で、ベルリン - ハレ線と同じく欧州横断鉄道網1号線プロジェクトの一部区間に当たる。

## 歴史

### ベルリン＝アンハルト鉄道会社とプロイセン鉄道
この路線によって、ベルリンとザクセン王国北部、プロイセンザクセン州、アンハルト公国との鉄道連結はBAEの他の路線とともに19世紀に形成した。BAE本線のデッサウ - ヴィテンベルク間がまず開通された。1850年代にハレ方面とライプツィヒ方面の鉄道建設が実行されて、1857年8月17日にデッサウ - ビッターフェルト間が開業され、1859年2月1日にビッターフェルト - ライプツィヒ間鉄道はハレ方面の鉄道に加えて完工した。一方アンハルト公国議会はロースラウとツェルプストを結ぶ鉄道建設を議決した。1863年11月1日に「アンハルト・レオポルト線」が例の区間で開業されて、BAEにより運営されることとなった。1874年10月1日にこの路線はアンハルトとプロイセン国境線まで延長された。同じ日にベルリン＝ポツダム＝マグデブルク鉄道会社の路線も開通されマグデブルクまでの鉄道が完備することとなった。
1871年6月21日にラックヴィッツで列車の衝突事故が発生して、19人が死亡し56人が負傷を負った。1882年にプロイセン鉄道がBAEを引き受けて、この路線も国有化された。
1909年秋にムルデンシュタイン火力発電所の建設が鉄道電気向けに開始されて、1910年1月にビッターフェルト変電所およびデッサウ - ビッターフェルト間電車線の設置工事が鉄道電気向けに開始された。さまざまな電圧の条件で新たに開発された電気機関車の試運転が行われた後に、1911年4月1日にフォン・ブライテンバッハ大臣（Paul von Breitenbach, 1850~1930）が国会議員の立会いの下で電気運転開始を宣言した。ドイツ帝国内部の他の王国について、1913年秋に交流の電圧と周波数は15 kVおよび16 2/3 Hzとして合議された。1914年6月1日まで電化区間はノイヴィーデーリッチュ駅（現在ライプツィヒ見本市駅）まで拡張されたものの、戦争のためライプツィヒ中央駅に至るのは不可能であった。
1921年の初めに電車線がライプツィヒ貨物環状線で設置され、電気運転は1922年4月ライプツィヒ - デッサウ間で可能となった。1923年まで電化区間はマグデブルク方面に拡張されて、変電所（Unterwerk）がマルケとゴンメルンで追加的に設置された。

### ドイツ国営鉄道（東ドイツ）
第二次世界大戦の終戦後、電力設備は戦争賠償の名目として1946年3月に撤去された。1952年から電力設備は再建されて、1958年7月9日にライプツィヒ - ビッターフェルト間電気運転が再開された。当時にツェルプスト - ビッターフェルト間はマグデブルク - ハレ間より重要ではなかったので、電化区間の拡張は一旦やり残された。
1962年ビッターフェルト - デーリッチュ間が新たに開発された西ホルツヴァイシヒ炭鉱地帯で移設されて、この路線の全長は1498 mほど長くなった。隣接の国道はこの路線と平行に移設された。
1975年4月までこの路線は再び電化された。1990年まで線路は複線で再設置されたものの、分岐器保安装置がまだ適合していなかった。東ドイツ時代にもビッターフェルト駅 - ライプツィヒ駅間はベルリン方面の長距離列車が頻繁に通行する区間であった。他にはライプツィヒからハノーファーまでの特急列車もこの路線を経由し走行した。1983年4月23日ノイヴィーデーリッチュの踏切で機関車一機と路線バスが衝突する事故が発生した。事故原因は遮断機の誤作動で、6人が死亡し、10人が負傷を負った。
ドイツ再統一以後、1992年にインターシティ路線にようやく一定間隔運行方式が導入されて、同年夏からベルリン - ミュンヘン路線の遠距離列車は2時間間隔でビッターフェルト - ライプツィヒ間の経由で通行した。前年度にはその区間の改修はドイツ統一交通プロジェクト8.3号の部分として開始された。

### ドイツ鉄道
ドイツ鉄道の出帆以後、1990年代中期には最高速度が160 km/hまで上がった。踏切の撤去、乗降場の現代化、線形の改善、連続列車制御装置およびETCSの地上装置設置などが実行されて、2006年5月最高速度は200 km/hに高まった。
2002年ヨーロッパ大洪水のためムルデ川鉄道橋が甚大な損傷を負った。その関係で路盤と全ての橋梁は東側に直面する所で、新たに建設された。2010年12月5日に新しい運転指令所がデッサウとラーグーンで設置されて、デッサウ - ラーグーン間の既存信号扱い所を置き換えることとなった。その時ネーケン - ロースター間の線路は複線で再び改修され、新型の保安装置が設置された。2010年から2013年までSバーン向けのシティトンネルが建設されて、2013年12月15日に開通された。同じ日にSバーン路線がビッターフェルト - ライプツィヒ間で導入された。

## 沿線概況
この路線はビーデーリッツ - ツェルプスト線を継承して、起点および路線記号の交代地点はトレプニッツ旧信号所（Blockstelle）である。列車はロースラウまで東南方向にまっすぐに走行して、ツェルプストを通過し国道184号と平行に進行する。ロースラウ北西部で貨物駅方面の三角線が分岐して、ヴィーゼンブルク - ロースラウ線はヴェングリニェツ - ロースラウ線とともにこの路線と合流する。列車はロースラウ駅から南へ向かいエルベ川とムルデ川を次々に渡る。この路線はデッサウ中央駅まで国道184号の右側に並行する。
デッサウ駅の南側からデッサウ - コェーテン線が分岐して、約3 km地点ではデッサウ車両基地（Ausbesserungswerk Dessau）が運営されている。この路線はデッサウ・ハイデブルク旧駅とマルケ駅との間に平地林を貫通して、道中で自動車道9号の下を横切る。ラーグーンまでムル川低地の農地が広がる一方、列車はイェスニッツ駅からビッターフェルトのヴォルフェン産業団地へ入る。ビッターフェルト駅の寸前に西側に貨物専用のビッターフェルト - シュトゥムスドルフ線が、北東側にはベルリン - ハレ線がこの路線と合流する。後者とこの路線はビッターフェルト駅から約2 kmほど並んで、ホルツヴァイセンでハレ方面の鉄道は下の立体交差で分岐する。列車はローバー小川を渡り移設以前の線路に戻って、すぐに車両基地を過ぎデーリッチュ下駅に至る。
この路線はデーリッチュ南側からライプツィヒ外郭まで南向きに伸びて国道184号および自動車道14号と交差する。ライプツィヒ見本市駅の寸前にエアフルト - ライプツィヒ高速線が西から、見本市駅の南側にはマグデブルク - ライプツィヒ線が貨物環状線とともに、この路線と合流する。貨物環状線はエッセ街駅の近くに東側へ分岐して、東からライプツィヒ - アイレンブルク線がこの路線と接続する。列車は南西向けに少し方向を転換して終点のライプツィヒ中央駅に到着する。

## 運行形態
2006年以来遠距離列車はビッターフェルトの北の区間には定期的に通行しない。ICE11列車およびICE28列車は合わせて60分間隔で運行されるが、ライプツィヒ中央駅のみで停車する。運賃システムは中部ドイツ運輸連合（Mitteldeutscher Verkehrsverbund）により管理されている。
- 快速列車（RE 13）: マグデブルク - ビーデーリッツ - ツェルプスト - ロートレーベン - ロースラウ - デッサウ - ビッターフェルト - デーリッチュ - ライプツィヒ見本市 - ライプツィヒ。60分間隔。使用車両は1442形電車。
- 普通列車（RB 51）: ファルケンベルク - ルーターシュタット・ヴィッテンベルク - コースヴィヒ - ロースラウ - デッサウ。60分間隔。
- Sバーン（S 2）: デッサウ - デッサウ南駅 - メルケ - ラグーン - イェースニッツ - ヴォルフェン - ビッターフェルト - デーリッチュ - ライプツィヒ見本市 - エッセン街駅 - ライプツィヒ北駅 - ライプツィヒ - バイエルン駅 - MDR - シュトェテリッツ。30/120分間隔。使用車両は1442形電車。
- Sバーン（S 6）: ライプツィヒ見本市 - エッセン街駅 - ライプツィヒ北駅 - ライプツィヒ - バイエルン駅 - MDR - マルククレーベルク - ノイズキーリッチュ - ボルナ（- ガイトハイン）。30分間隔。使用車両はS2と同じ。
- Sバーン（S 8）: デッサウ - デッサウ南駅 - メルケ - ラグーン - イェースニッツ - ヴォルフェン -- ビッターフェルト - ハレ。120分間隔。使用車両はS2と同じ。